# Кондратьев, Ярослав Юрьевич
Ярослав Юрьевич Кондра́тьев (15 июля 1948, Стрый — 26 апреля 2005, Киев) — генерал-полковник милиции, ректор Национальной академии внутренних дел Украины, кандидат юридических наук, профессор, заслуженный юрист Украины, член-корреспондент Академии педагогических наук Украины, почетный профессор Международной кадровой академии, украинский государственный деятель, украинский правовед.

## Биография
Родился 15 июля 1948 года в городе Стрый Львовской области в семье рабочего. С 1963 года — студент Львовского техникума железнодорожного транспорта.
В органах внутренних дел с 1971 года — курсант Львовской специальной средней школы милиции, инспектор, старший инспектор, начальник отделения, начальник отдела управления уголовного розыска УВД Львовского облисполкома. В 1980 году окончил юридический факультет Львовского национального университета имени Ивана Франко. В 1980—1983 годах — начальник отдела управления уголовного розыска, а с 1983 года — заместитель начальника управления уголовного розыска УВД города Киева. С 1985 года — заместитель начальника управления уголовного розыска МВД Украины, с 1987 года — начальник управления уголовного розыска МВД Украины. В 1971—1991 годах — член КПСС.
В 1986 и 1989 участвовал в ликвидации последствий аварии на Чернобыльской АЭС, где проявил мужество и самоотверженность при исполнении служебных обязанностей.
В 1990—1994 годах — народный депутат Украины, председатель Постоянной комиссии Верховной Рады Украины I созыва по вопросам правопорядка и борьбы с преступностью, член Президиума Верховной Рады Украины. С 1993 года начальник (по совместительству) Национального центрального бюро Интерпола.
С 1994 года — ректор Украинской академии внутренних дел Украины (с 1997 года — Национальная академия внутренних дел Украины), член Координационного комитета по борьбе с коррупцией и организованной преступностью при Президенте Украины и одновременно руководитель Межведомственной научно-исследовательского центра по проблемам борьбы с организованной преступностью этого комитета, член Комитета по Государственным премиям Украины в области науки и техники, член правления Криминологической ассоциации Украины, президент Украинской секции Международной полицейской ассоциации.
Под его руководством сформировалось новое научное направление по разработке проблем юридической психологии, психологии личности и психологии деятельности правоохранительных органов, оперативно-розыскной и следственной психологии.
Умер 28 апреля 2005 года. Похоронен на Байковом кладбище.